# 郭豫适
郭豫适（1933年—2020年11月1日），笔名余思、于斯，男，汉族，广东潮阳人，中国文学研究家、红学家，华东师范大学教授、原副校长。